# Franciszek Gajowniczek
Franciszek Gajowniczek (15 de noviembre de 1901 – 13 de marzo de 1995) fue un sargento polaco enviado al campo de concentración nazi de Auschwitz, conocido por el hecho de que el sacerdote Maximiliano Kolbe ofreció su vida en lugar de la de él, un día de agosto de 1941.
Estuvo presente con 71 años en la plaza de San Pedro de la Ciudad del Vaticano cuando hicieron beato a Maximiliano Kolbe, el hombre que le salvó la vida. Once años más tarde, Kolbe fue canonizado (elevado a santo) y nuevamente Franciszek Gajowniczek estuvo presente.